# Броштень (комуна, Вранча)
Броштень, Броштені (рум. Broșteni) — комуна у повіті Вранча в Румунії. До складу комуни входять такі села (дані про населення за 2002 рік):
- Арва (617 осіб)
- Броштень (744 особи) — адміністративний центр комуни
- Пітулуша (771 особа)

Комуна розташована на відстані 164 км на північний схід від Бухареста, 14 км на північний захід від Фокшан, 87 км на північний захід від Галаца, 110 км на схід від Брашова.

## Населення
За даними перепису населення 2002 року у комуні проживали 2132 особи. Усі жителі комуни рідною мовою назвали румунську. За віросповіданням усі жителі комуни — православні.
Національний склад населення комуни:
| Національність | Кількість осіб | Відсоток |
| -------------- | -------------- | -------- |
| румуни         | 2131           | > 99,9%  |

## Зовнішні посилання
- Дані про комуну Броштень на сайті Ghidul Primăriilor [Архівовано 15 травня 2012 у Wayback Machine.]